# Dichelonyx linearis
Dichelonyx linearis är en skalbaggsart som beskrevs av Gyllenhall 1817. Dichelonyx linearis ingår i släktet Dichelonyx och familjen Melolonthidae. Inga underarter finns listade i Catalogue of Life.